# Micheál Richardson
Micheál Richard Antonio Richardson (nato Neeson; Dublino, 22 giugno 1995) è un attore irlandese naturalizzato statunitense.

## Biografia
Dopo essere apparso al fianco di Natalie Portman nel film del 2018 Vox Lux, Richardson ha insistito per fare un provino per un ruolo in Un uomo tranquillo (2019), un film in cui recitava suo padre Liam Neeson un remake del thriller norvegese del 2014 In Order of Disappearance. Richardson fece un provino con successo per il ruolo del figlio del personaggio di Neeson.
Richardson ha anche recitato in Made in Italy - Una casa per ritrovarsi (2020), un film sul dolore e le relazioni familiari, sempre al fianco di suo padre. Sia il padre che il figlio sono stati toccati dalla sceneggiatura di James D'Arcy e dai paralleli con le proprie esperienze con il dolore.
Nel 2015 Richardson è stato scelto per interpretare il leader rivoluzionario irlandese Michael Collins nel film The Rising: 1916 sulla Rivolta di Pasqua del 1916 in Irlanda. Collins era stato interpretato dal padre di Richardson nel film di Neil Jordan del 1996, Michael Collins. Apparirà al fianco di Colin Morgan come Seán Mac Diarmada, Fiona Shaw come Constance Markiewicz e David O'Hara come James Connolly.

## Vita privata
Richardson è nato a Dublino, in Irlanda, nel 1995. Proviene da una lunga stirpe di attori. I suoi genitori sono gli attori Liam Neeson e Natasha Richardson. È stato battezzato Micheál Neeson, ma ha cambiato cognome nel 2018, con la benedizione del padre, per onorare la sua defunta madre. Attraverso sua madre è un membro della famiglia Redgrave. È il nipote dell'attrice Vanessa Redgrave e del regista Tony Richardson, nipote dell'attrice Joely Richardson e cugino dell'attrice Daisy Bevan.

## Filmografia

### Cinema
- Anchorman 2 - Fotti la notizia (Anchorman 2: The Legend Continues), regia di Adam McKay (2013)
- Vox Lux, regia di Brady Corbet (2018)
- Un uomo tranquillo (Cold Pursuit), regia di Hans Petter Moland (2019)
- Made in Italy - Una casa per ritrovarsi (Made in Italy), regia di James D'Arcy (2020)

### Televisione
- Big Dogs – serie TV 8 episodi (2020)
- FBI – serie TV, episodio 7x05 (2024)

## Doppiatori italiani
Nelle versioni in italiano delle opere in cui ha recitato, Micheál Richardson è stato doppiato da:
- Flavio Aquilone in Vox Lux
- Mirko Cannella in Un uomo tranquillo
- Manuel Meli in Made in Italy - Una casa per ritrovarsi